# Annuario Pontificio

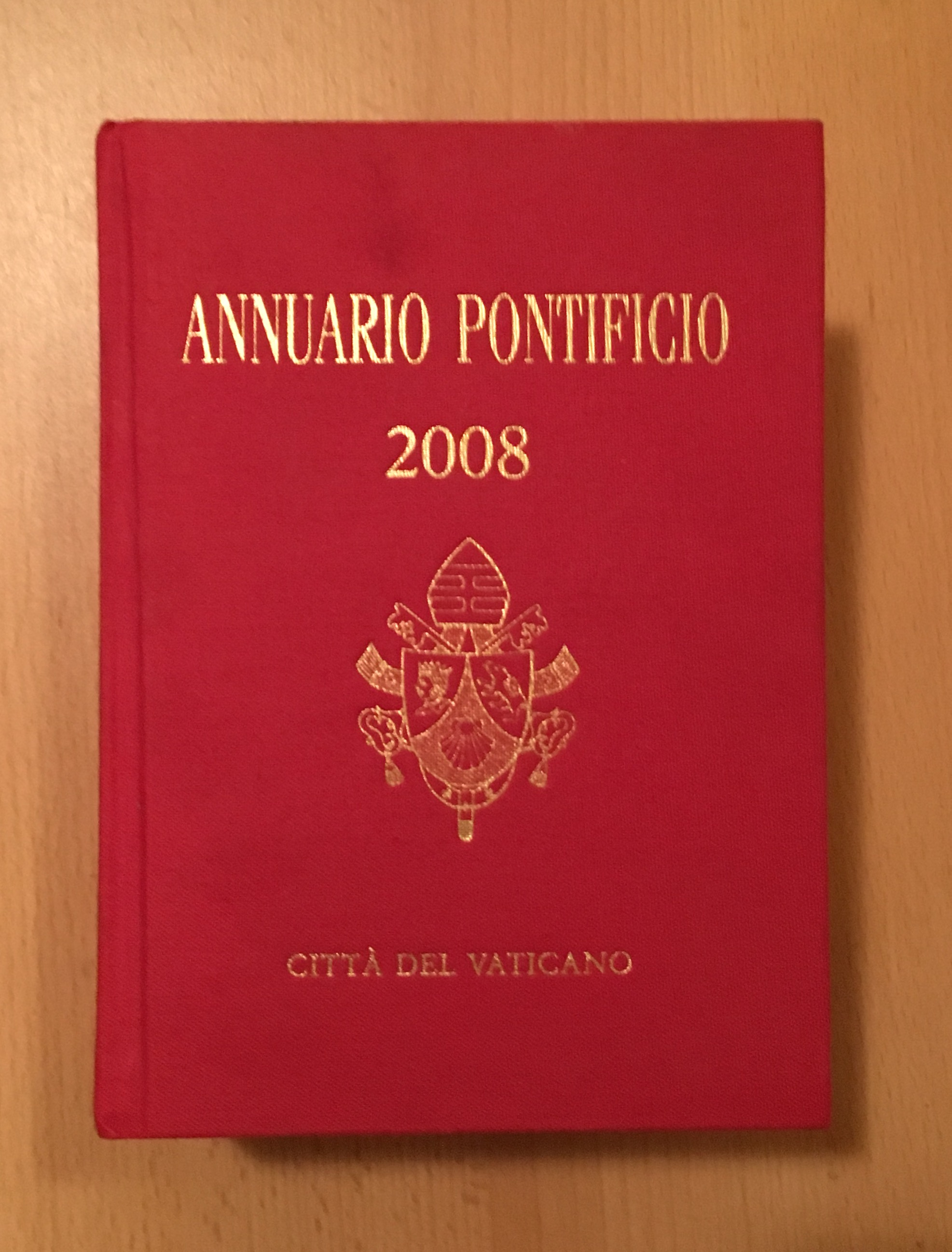
Annuario Pontificio (2008)

Annuario Pontificio är Heliga stolens årsbok, vilken innehåller aktuella uppgifter och statistik för den romersk-katolska kyrkan i världen.

## Påvens officiella titlar
Påvens officiella titlar i den ordning de publiceras i Annuario Pontificio (inom parentes på italienska):
1. Biskop av Rom (Vescovo di Roma)
2. Jesu Kristi ställföreträdare (Vicario di Gesù Cristo)
3. Aposteln Petrus efterträdare (Successore del principe degli apostoli)
4. Överhuvud för den universella kyrkan (Sommo pontefice della chiesa universale)
5. Västerlandets patriark (Patriarca dell'Occidente)
6. Italiens primas (Primate d'Italia)
7. Romerska kyrkoprovinsens ärkebiskop och metropolit (Arcivescovo e metropolita della Provincia Romana)
8. Vatikanstatens härskare (Sovrano dello Stato della Città del Vaticano)
9. Guds tjänares tjänare (Servo dei servi di Dio)

Påven har ytterligare titlar utöver de som listas som officiella, men sedan 2006 ingår inte längre titeln "Västerlandets patriark" bland dem som publiceras i Annuario Pontificio.